# Бек (кошарка)
Бек је назив за позицију играча у кошарци. Ова позиција је резервисана за играче доброг шута и велике брзине. Често се у кошаркашкој терминологији за бека каже „двојка“.

## Карактеристике
Основна улога овог играча је да постиже поене са дистанце, тако да се често за ову позицију каже да је шутерска. Ипак поред тога, због његове брзине, бек врло често трчи контре. Његова стандардна позиција у нападу је на линији за три поена. Ипак врло често се због својих карактеристика играч креће у дубини рекета тражећи лаганију позицију за шут.

## Познати бекови
Најпознатији играч на овој позицији је Мајкл Џордан, док су од српских играча најпознатији Драган Кићановић и Предраг Даниловић.